# Ambasada Estonii w Waszyngtonie
Ambasada Estonii w Waszyngtonie (est. Eesti Suursaatkond Washingtonis, ang. Embassy of Estonia in Washington, D.C.) – misja dyplomatyczna Republiki Estońskiej w Stanach Zjednoczonych Ameryki.
W ambasadzie działa ataszat obrony.
Ambasador Estonii w Waszyngtonie oprócz Stanów Zjednoczony Ameryki akredytowany jest także w Meksykańskich Stanach Zjednoczonych.

## Historia
Estońscy przedstawiciele konsularni byli obecni w Stanach Zjednoczonych już od 1920. Stany Zjednoczone uznały niepodległość Estonii 28 lipca 1922. Jeszcze w tym samym roku powstało estońskie przedstawicielstwo dyplomatycznie w Waszyngtonie. Po aneksji Estonii przez Związek Sowiecki, podsekretarz stanu Stanów Zjednoczonych Sumner Welles wydał 23 lipca 1940 dokument nazywany Deklaracją Wellesa, według której Stany Zjednoczone nie uznawały sowieckiej okupacji państw bałtyckich. Na jej podstawie Poselstwo Estonii w Waszyngtonie, reprezentujące władze Estonii na emigracji, funkcjonowało przez cały okres przynależności Estonii do Związku Radzieckiego, ciesząc się pełnym uznaniem dyplomatycznym.
Po upadku Związku Sowieckiego i odzyskaniu niepodległości przez Estonię, przywrócono pełne stosunki dyplomatyczne pomiędzy oboma państwami. W 1994 rząd estoński zakupił pusty budynek z 1903 w Waszyngtonie, który poddał przebudowie. W październiku 1995 przeniesiono do niego siedzibę ambasady.

## Konsulaty
W Stanach Zjednoczonych znajdują się dwa konsulaty generalne Estonii: w Nowym Jorku i San Francisco. Ponadto działa 12 konsulów honorowych.